# Parlamentswahl in Andalusien 2018
- AA: 17
- PSOE: 33
- Cs: 21
- PP: 26
- VOX: 12

Die Regionalwahl 2018 in Andalusien zur Wahl der 109 Mitglieder des 11. Parlaments der Autonomen Gemeinschaft Andalusien fand am 2. Dezember 2018 statt. Es handelte sich um eine vorgezogene Neuwahl, welche die andalusische Ministerpräsidentin Susana Díaz (PSOE) ansetzte, nachdem die Partei Ciudadanos ihrer PSOE-Minderheitsregierung im September 2018 die weitere Unterstützung verweigert hatte.
Die Wahl 2018 in Andalusien war die erste seit 1982, bei der linke Parteien in der Region nicht die Mehrheit erringen konnten. Außerdem war es die erste Wahl in Spanien seit dem Übergang zur Demokratie, bei der mit VOX einer politischen Partei rechts der PP (oder ihrer Vorgängerparteien) der Einzug in ein Parlament gelang.

## Wahlsystem
Nach dem Wahlgesetz besteht das Regionalparlament aus 109 Mitgliedern. Diese werden in acht Wahlkreisen gewählt, die den acht Provinzen Almería, Cádiz, Córdoba, Granada, Huelva, Jaén, Málaga und Sevilla entsprechen. Jeder Wahlkreis erhält acht Grundmandate, lediglich die danach verbleibenden 45 Sitze werden nach dem Verhältnis der Bevölkerungszahl auf die Wahlkreise verteilt.
Nach diesem Schlüssel war bei der Wahl 2018 in den acht Wahlkreisen die folgende Anzahl von Abgeordneten zu wählen: Almería 12, Cádiz 15, Córdoba 12, Granada 13, Huelva 11, Jaén 11, Málaga 17, Sevilla 18.
Die Mandatsverteilung auf die Parteien erfolgt jeweils nur auf Wahlkreisebene. Die Stimmen werden zwischen den Wahlkreisen nicht verrechnet. Damit gehen die Stimmen verloren, die auf Parteien abgegeben werden, die im betreffenden Wahlkreis keinen Sitz erzielen konnten. In jedem Wahlkreis gilt eine Sperrklausel von 3 %. Die Sitzverteilung erfolgt nach dem D’Hondt-Verfahren.

## Wahldatum
Regulär hätte die 10. Legislaturperiode des Regionalparlaments im Frühjahr 2019 geendet. Nach der letzten Wahl 2015 wurde die Region von einer PSOE-Minderheitsregierung unter Ministerpräsidentin Susana Díaz regiert. Da die Partei Ciudadanos dieser jedoch im Herbst die weitere Unterstützung aufgekündigt hatte, löste Díaz das Parlament vorzeitig auf und setzte die vorgezogenen Neuwahlen für den 2. Dezember 2018 an.

## Vorläufiges Ergebnis

Sitzverteilung nach Parteien

Das vorläufige Ergebnis nach Auszählung von 99,92 % der Wahllokale:
| Parteien  | Parteien | Stimmen   | Stimmen in % (Änderung) | Stimmen in % (Änderung) | Sitze (Änderung) | Sitze (Änderung) |
| --------- | --- | --------- | ----------------------- | ----------------------- | ---------------- | ---------------- |
|           | PSOE | 1.009.243 | 27,95                   | -7,46                   | 33               | -14              |
|           | PP | 749.275   | 20,75                   | -5,99                   | 26               | -7               |
|           | Cs | 659.631   | 18,27                   | +8,99                   | 21               | +12              |
|           | Andalucía Adelante (Wahlbündnis von Podemos, IU, Primavera Andaluza und Partido de la Izquierda Andalucista) | 584.040   | 16,18                   | -5,57                   | 17               | -3               |
|           | VOX | 395.978   | 10,97                   | +10,51                  | 12               | +12              |
|           | Sonstige | 212.559   | 4,30                    |                         |                  |                  |
|           | Leere Stimmzettel                                                                                            | 56.916    | 1,58                    | +0.21                   |                  |                  |
| Insgesamt | Insgesamt |           | 100,0 %                 |                         | 109              |                  |

### Mandatsverteilung in dem neu gewählten Parlament
| Die folgende Tabelle zeigt die gewonnenen Mandate nach Wahlbezirken und Parteien. |        |         |       |         |         |        |      |        |         |        |                   |
| Partei                                                                            | Partei | Almería | Cádiz | Córdoba | Granada | Huelva | Jaén | Málaga | Sevilla | Gesamt | Vergleich zu 2015 |
|                                                                                   | PSOE   | 3       | 4     | 4       | 4       | 4      | 4    | 4      | 6       | 33     | ▼14               |
|                                                                                   | PP     | 4       | 3     | 3       | 3       | 3      | 3    | 4      | 3       | 26     | ▼7                |
|                                                                                   | Cs     | 2       | 3     | 2       | 3       | 2      | 2    | 4      | 3       | 21     | ▲12               |
|                                                                                   | AA     | 1       | 3     | 2       | 2       | 1      | 1    | 3      | 4       | 17     | ▼3                |
|                                                                                   | VOX    | 2       | 2     | 1       | 1       | 1      | 1    | 2      | 2       | 12     | ▲12               |

## Nach der Wahl
Ein Linksbündnis aus PSOE und AA ist rechnerisch nicht möglich. Die zweitstärkste Partei PP will mit Vox über eine neue Regierung verhandeln. Die Ciudadanos schließen eine Zusammenarbeit mit Vox nicht aus und stellen sich gegen eine weitere Regierungsbeteiligung der PSOE.
Am 2. Januar 2019 kündigte VOX an, dass die Partei eine Regierung mit PP und Cs nicht unterstützen werde, wenn sie den Punkt über geschlechtsspezifische Gewalt nicht entfernen.
Am 16. Januar 2019 wurde der Spitzenkandidat der PP Moreno mit den Stimmen von PP, Ciudadanos und Vox zum Regionalpräsidenten der Region Andalusien gewählt.
Er steht einer Koalitionsregierung aus PP und Ciudadanos vor.